# Зирия (язык)
Зирия, или шени (Jiriya, Shaini, Shani, Shenanci, Sheni, Ziriya) — нигеро-конголезский язык, на котором говорят в РМУ Саминака штата Кадуна и в городах Кере и Зирия РМУ Торо штата Баучи в Нигерии.